# Национальный парк Узбекистана имени Алишера Навои
Национальный парк Узбекистана имени Алишера Навои (узб. Alisher Navoiy nomli Oʻzbekiston Milliy bogʻi) — крупный парк в городе Ташкенте. Расположен в центре города, в Чиланзарском районе. На территории парка имеется искусственный водоём.

## История
Парк был заложен в 1932 году на месте карьеров старого кирпичного завода и возводился методом хашара (народной стройки). В советский период Узбекистана парк назывался Центральным парком культуры и отдыха имени Ленинского Комсомола. Ныне этот парк носит имя великого просветителя и поэта Алишера Навои. 
Площадь парка сейчас составляет 65 га, площадь озера и водных каналов парка — 9 га. На территории парка расположено искусственное озеро. У восточного берега озера расположены пляжи. В парке имеется множество аттракционов, кафе.
До сентября 2017 года на территории парка действовала Ташкентская детская железная дорога.
В центре парка на холме расположен памятник великому узбекскому поэту XV века Алишеру Навои, памятник находится под ажурной купольной ротондой. На территории парка расположен ряд зданий и сооружений различного назначения: Олий Мажлис (Парламент Узбекистана), Дворец бракосочетаний «Навруз», ресторан «Навруз», концертный зал «Истиклол», художественная галерея, главная сцена праздничных торжеств, средневековое медресе Абулкасыма (XVI век).
В 2020 году парк был реконструирован. На северной территории парка открылся «Magic City» — территория с целыми улицами бутафорских макетов архитектурных достопримечательностей разных стран мира.